# نیروگاه تلمبه ذخیره‌ای گینگیوان
نیروگاه تلمبه ذخیره‌ای گینگیوان (به لاتین: Qingyuan Pumped Storage Power Station) یک نیروگاه ذخیره تلمبه‌ای در چین است که در Qingyuan, Qingxin District, Guangdong Province واقع شده‌است.